# Ayensua uaipanensis
Ayensua uaipanensis är en gräsväxtart som först beskrevs av Bassett Maguire, och fick sitt nu gällande namn av Lyman Bradford Smith. Ayensua uaipanensis ingår i släktet Ayensua och familjen Bromeliaceae. Inga underarter finns listade i Catalogue of Life.